# Ксанті (футбольний клуб)
Ксанті (грец. Α.Ο. Ξάνθη Π.Α.Ε.) — грецький футбольний клуб, що базується в місті Ксанті, ном Ксанті. Домашні матчі команда проводить на стадіоні Шкода Ксанті Арена, що вміщає 7 422 глядачі.

## Історія
Футбольний клуб заснований в 1967 році і за містом базування названий «Ксанті». Нову назву «Шкода Ксанті» клуб отримав після того, як в 1992 році його придбала компанія-імпортер автомобілів Škoda Auto. У 2016 році співпраця закінчилася, а ім'я клубу повернулося до оригіналу.

Логотип «Шкоди Ксанті»

«Ксанті» тричі в сезонах 2001/02, 2005/06, 2006/07 брав участь у розіграші Кубка УЄФА. А у сезоні 2013/14 брав участь у Лізі Європи. Найвище досягнення команди в чемпіонаті Греції — четверте місце в сезоні 2004/05, а у Кубку Греції — фінал у сезоні 2014/15.

### Історія виступів у національних лігах
- 1967—1985: Бета Етнікі
- 1985—1986: Гамма Етнікі
- 1986—1989: Бета Етнікі
- 1989—понині: Альфа Етнікі/Грецька Суперліга

## Відомі гравці
- Антоніс Антоніадіс
- Параскевас Антзас
- Нікос Костеноглу
- Атанасіос Костулас
- Томас Кіпаріссіс
- Хрістос Маладеніс
- Марінос Узунідіс
- Христос Пацатзоглу
- Саввас Пурсаїтідіс
- Васіліс Торосідіс
- Макіс Тзатзос
- Спірос Валлас
- Стеліос Венетідіс
- Зісіс Врізас
- Акіс Зікос

Інші країни
- Даміан Мансо
- Маріано Мессера
- Верідіано Марсела
- Лучіано
- Емерсон
- Томаш Радзінскі
- Данте Полі
- Гамадіел Гарсія
- Александрос Гарпозіс
- Абдеррахіс Уакілі
- Віктор Агалі
- Алі Реза Мансуріан
- П'єро Алва
- Аркадіуш Малаш
- Еммануель Олісадебе
- Богдан Мара
- Маріус Міту
- Владімір Яношко
- Здено Штрба
- Юрай Бучек